# Lennie Hayton
Pour les articles homonymes, voir Hayton.
Lennie Hayton, né Leonard George Hayton, est un pianiste et compositeur américain de musiques de films, né le 13 février 1908 à New York, et mort le 24 avril 1971 à Palm Springs (États-Unis).

## Biographie

### Jeunesse
Leonard Hayton est né à New York dans une famille juive, fils d'un restaurateur de Manhattan. Il a développé un penchant pour le piano à l'âge de six ans. Bien qu'aucun de ses parents ne soit musicien, les deux fréquentaient les salles de concert et Leonard a assisté à de nombreux concerts avec eux. Ses parents n'aimaient pas le « jazz » et ce ne fut qu'à 16 ans que Hayton l'a vraiment découvert. Il quitte le lycée pour devenir pianiste au Broadway Orchestra de Cass Hagen, un ami d'enfance. 

### Carrière

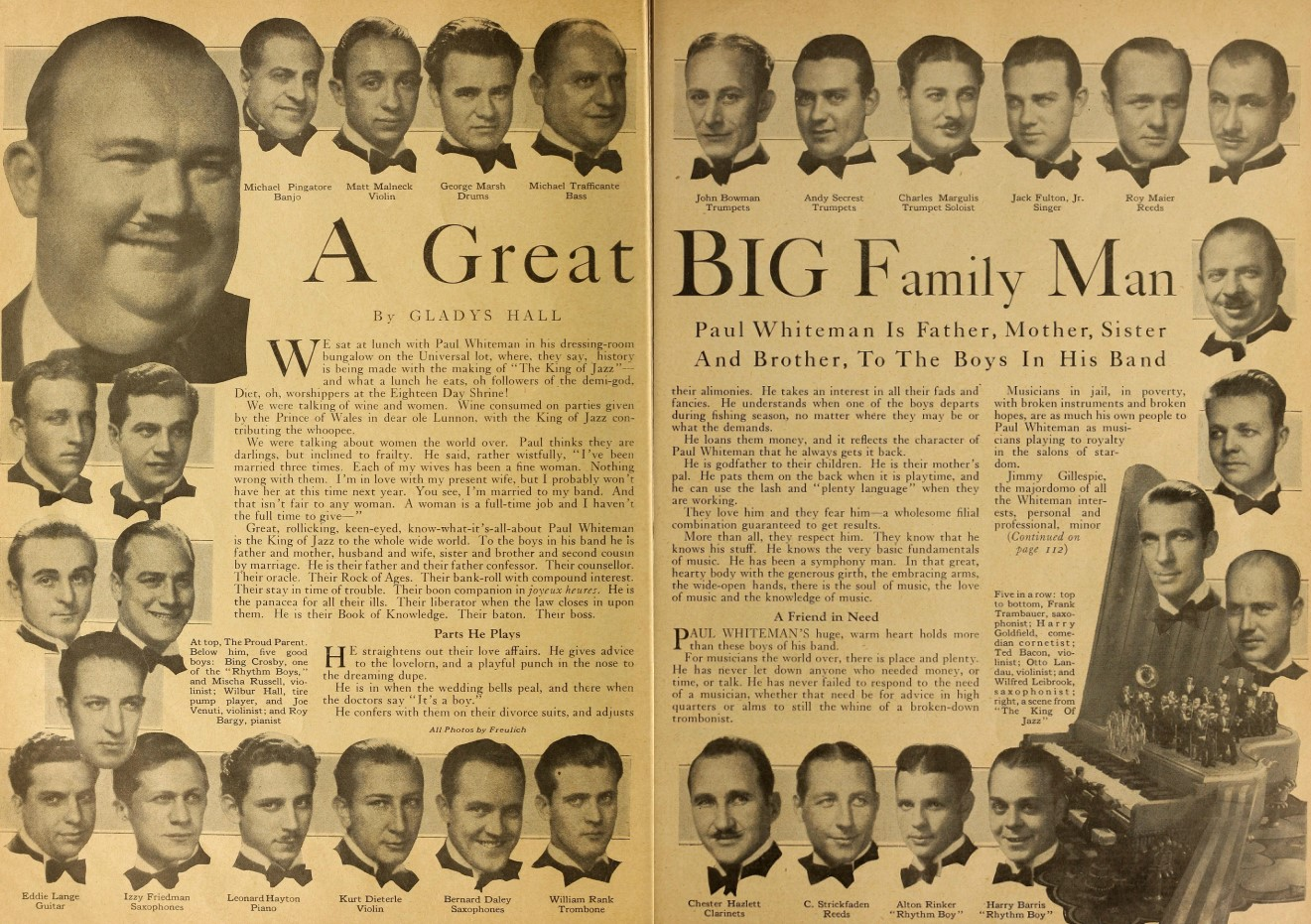
Membres de l'orchestre de Paul Whiteman avec Lennie Hayton en bas à gauche, 1930

En jouant à Central Park, Hayton est entendu par le chef d'orchestre de jazz Paul Whiteman et immédiatement engagé par lui en avril 1928 comme second pianiste puis employé comme arrangeur musical à temps partiel. Avec l'orchestre de Paul Whiteman, il joue avec des musiciens tels que Frankie Trumbauer, Bix Beiderbecke, Red Nichols et Joe Venuti. Il devient également ami avec Bing Crosby , alors membre des Rhythm Boys (en) . En mai 1930, Whiteman réduit son orchestre en raison des problèmes économiques dues à l'avancée de la radio. Hayton et Eddie Lang figurent parmi les dix membres débauchés. Hayton rejoint ensuite le Charles Previn Orchestra qui passe hebdomadairement à la radio à l'heure Pleasure Camel. 

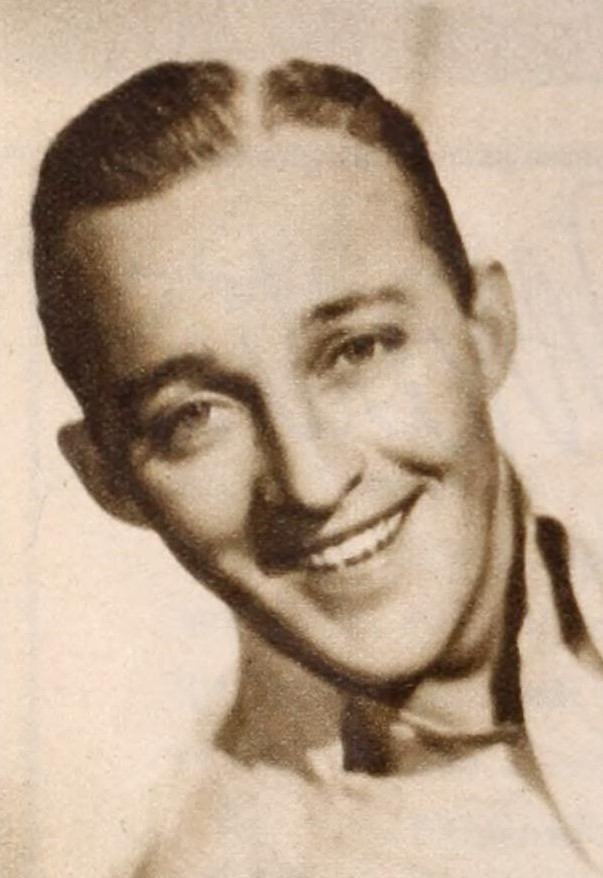
Bing Crosby, Radio Stars, 1934

La chance revient à nouveau quand Bing Crosby qui connaît un grand succès à la radio, en disque et sur scène l'appelle à le rejoindre à la fin de 1931. À partir d'avril 1932, Crosby entreprend une tournée aux théâtres de Paramount-Publix, travaillant dans tout le pays. À chaque endroit, il continue à diffuser son émission de radio jusqu'à ce qu'il atteigne la côte ouest. Lennie Hayton et Eddie Lang fournissent le soutien musical à Crosby pour ses apparitions théâtrales et dans ses émissions de radio. À Chicago en mai 1932, Hayton dirige un orchestre pour ses premiers enregistrements avec le chanteur. Les chansons Cabin in the Cotton, Love Me Tonight et Some of these Days sont toutes des succès. En septembre 1932, Crosby repart en tournée avec Hayton l'accompagnant au piano. À New York, le 25 octobre 1932, Hayton dirige l'orchestre dans l'un des plus célèbres enregistrements de Bing Crosby, Brother, Can You Spare a Dime ? qui monte au sommet des charts. En janvier 1933, Hayton devient le directeur musical de la série pour la radio Chesterfield Music That Satisfies (15 minutes with Bing Crosby) qui est encore un succès avec Crosby en vedette et dure 13 semaines.
La participation de Lennie Hayton avec Bing Crosby continue et Hayton devient directeur musical pour le film Going Hollywood (Au pays du rêve) de Raoul Walsh, qui est une production de la Metro-Goldwyn-Mayer de 1933. C'est le début d'une grande carrière pour Hayton à Hollywood. Il continue à travailler avec Crosby à la radio (Bing Crosby Entertains) et enregistre pendant un certain temps mais en 1940, il devient directeur musical de la MGM et le guide à travers ses premiers années en tant que précurseur du film musical. 

### Succès et récompenses

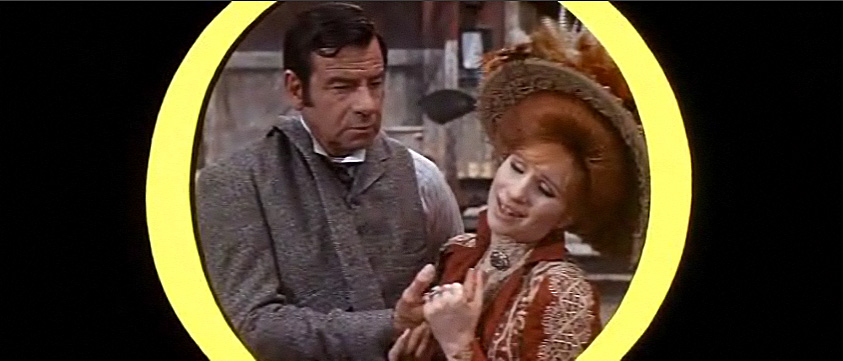
Hello, Dolly !, 1969

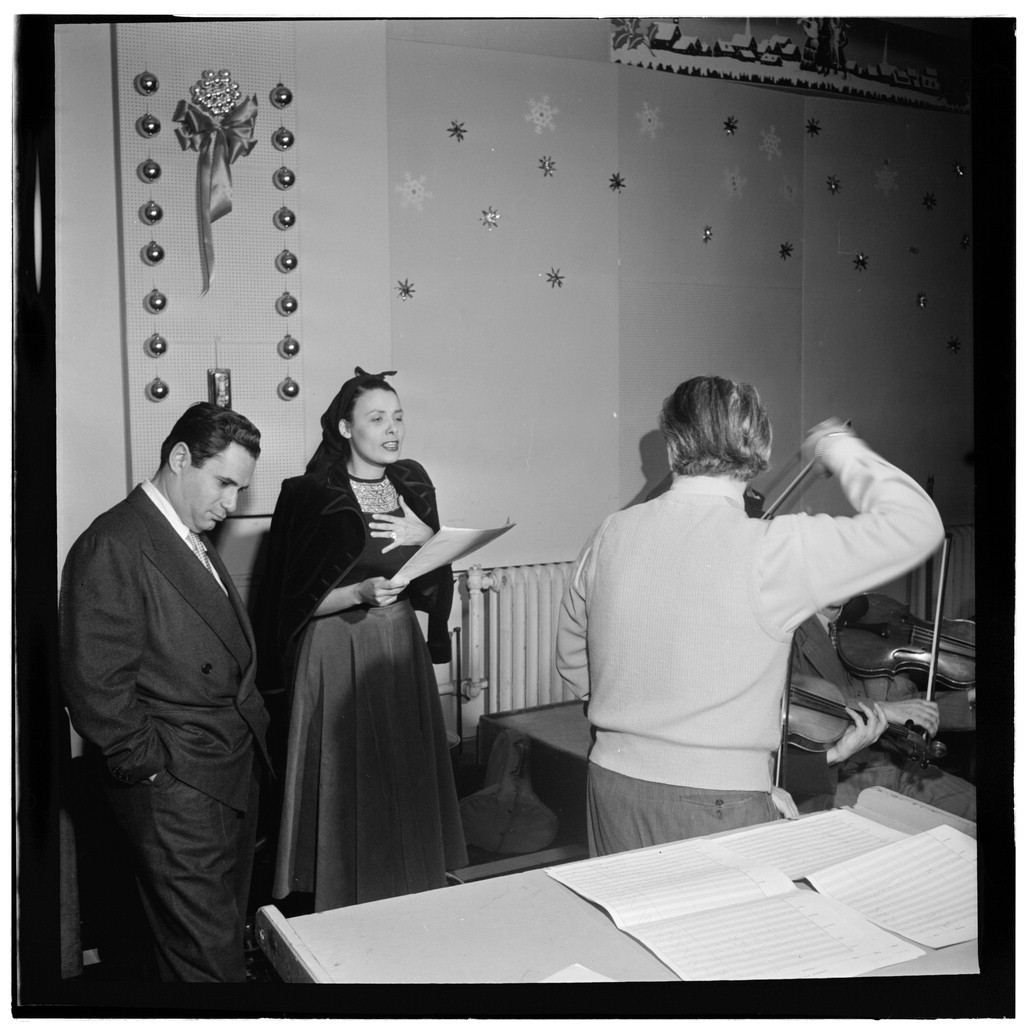
Lena Horne dirigée par Lennie Hayton, New York, 1946-1948

Jusqu'à sa retraite du poste en 1953, il récolte quatre nominations aux Oscars : pour les comédies musicales de Judy Garland, The Harvey Girls (1946) et The Pirate (1948). Lennie Hayton remporte l'Oscar de la musique pour On the Town avec Roger Edens en 1950. Il est également arrangeur pour la musique du grand succès Chantons sous la pluie en 1952. Hayton décroche encore deux autres nominations, l'une en 1968 pour Star!  avec Julie Andrews et l'année suivante avec Lionel Newman, pour Hello, Dolly! avec Barbra Streisand, ce qui lui fait obtenir son deuxième et dernier Oscar. 
En 1970, Hayton arrange la composition de George Harrison, Something, pour Frank Sinatra. Hayton compose aussi Apple Blossoms avec Joe Venuti, Frankie Trumbauer et Eddie Lang. Ses autres compositions comprennent Flying Fingers, The Scene is Set, Mood Hollywood avec Jimmy Dorsey et Midnight Mood. Hayton co-arrange également avec Artie Shaw la composition de Hoagy Carmichael Stardust en 1940 pour Bluebird records

### Vie privée

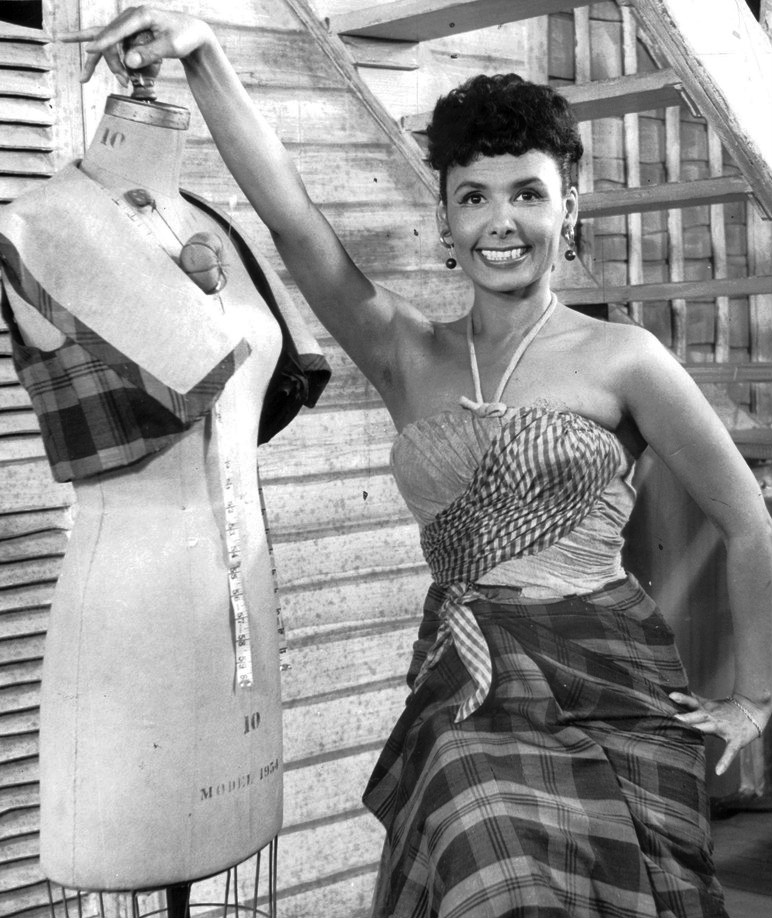
Lena Horne, 1961.

Le premier mariage de Leonard Hayton l'unit à Helen Maude Gifford, également nommée Bubs Gelderman, qui est morte en 1943. 
Lennie Hayton rencontre Lena Horne lorsque les deux sont sous contrat avec la MGM et l'épouse en décembre 1947 à Paris - mariage qui durera jusqu'à la mort de Hayton en 1971, en dépit d'un environnement hostile. En effet, les directeurs exécutifs des studios désapprouvent ce mariage inter-racial, rare à l'époque, et le couple est mis au ban. Lena est une chanteuse, une actrice et une militante des droits civiques afro-américaine. Tout au long de son mariage, Hayton intervient en tant que directeur musical de son épouse. Face aux contraintes et aux pressions d'une relation interraciale, qui est encore relativement rare à cette période, Hayton et Horne connaissent un mariage tumultueux. Plus tard, Lena Horne admet lors d'une interview dans le magazine Ebony en 1980 qu'elle s'était mariée avec Lennie Hayton pour faire avancer sa carrière et dépasser la « ligne de couleur » dans le show business mais avait appris à beaucoup l'aimer. Horne et Hayton sont souvent séparés durant les années 1960.
Grand buveur et fumeur, Hayton meurt d'une crise cardiaque en 1971, alors qu'il est loin de Lena Horne, à Palm Springs en Californie. Il est enterré dans le Hollywood Forever Cemetery à Hollywood.

## Filmographie
- 1941 : Your Last Act
- 1941 : Married Bachelor
- 1942 : Personalities
- 1942 : The Bugle Sounds
- 1942 : Nazi Agent
- 1942 : The Vanishing Virginian
- 1942 : A Yank on the Burma Road
- 1942 : Dr. Kildare's Victory (en)
- 1942 : Le Souvenir de vos lèvres (This Time for Keeps)
- 1942 : Fingers at the Window (en)
- 1942 : Mokey
- 1942 : The Woman in the House
- 1942 : Further Prophecies of Nostradamus
- 1942 : The Affairs of Martha
- 1942 : Maisie Gets Her Man
- 1942 : Pierre of the Plains
- 1942 : Je te retrouverai (Somewhere I'll Find You)
- 1942 : Les Yeux dans les ténèbres (Eyes in the Night)
- 1942 : Whistling in Dixie
- 1942 : Le Cargo des innocents (Stand by for Action) de Robert Z. Leonard
- 1943 : La jeunesse s'amuse (Best Foot Forward) d'Edward Buzzell
- 1943 : Un commando en Bretagne (Assignment in Brittany)
- 1943 : Pilot N° 5
- 1943 : Salute to the Marines (en)
- 1943 : Swing Shift Maisie
- 1944 : See Here, Private Hargrove
- 1944 : Meet the People
- 1944 : Aventures au harem (Lost in a Harem)
- 1945 : L'Aventure (Adventure)
- 1945 : Yolanda et le Voleur (Yolanda and the Thief)
- 1946 : Les Demoiselles Harvey (The Harvey Girls)
- 1947 : Marchands d'illusions (The Hucksters)
- 1948 : Alias a Gentleman
- 1948 : Le Pirate (The Pirate)
- 1949 : Any Number Can Play
- 1949 : Bastogne (Battleground)
- 1950 : La Rue de la mort (Side Street)
- 1951 : Inside Straight
- 1951 : Proprement scandaleux (Strictly Dishonorable)
- 1951 : It's a Big Country
- 1952 : Ruse d'amour (Love Is Better Than Ever)
- 1953 : Le Cirque infernal (Battle Circus)
- 1964 : Voyage au fond des mers (Voyage to the Bottom of the Sea) (série TV)
- 1967 : Jack and the Beanstalk (TV)
- 1968 : Star!